# Magalau Hilir
Magalau Hilir – wieś (desa) w kecamatanie Kelumpang Barat, w kabupatenie Kotabaru w prowincji Borneo Południowe w Indonezji.
Miejscowość ta leży w północno-wschodniej części kecamatanu, na wschód od drogi Jalan Jenderal Sudirman.